# Kvášňovice
Kvášňovice är en ort i Tjeckien.   Den ligger i regionen Plzeň, i den västra delen av landet, 90 km sydväst om huvudstaden Prag. Kvášňovice ligger 535 meter över havet och antalet invånare är 135.
Terrängen runt Kvášňovice är platt. Runt Kvášňovice är det ganska tätbefolkat, med 52 invånare per kvadratkilometer. Närmaste större samhälle är Blatná, 17,4 km öster om Kvášňovice. Omgivningarna runt Kvášňovice är en mosaik av jordbruksmark och naturlig växtlighet.